# Alling Å (Hinge Sø)
 For alternative betydninger, se Alling Å. (Se også artikler, som begynder med Alling Å)
Alling Å  er en lille å i Silkeborg Kommune (før 2007 Kjellerup Kommune, Viborg Amt), der løber  fra Hinge Sø mod øst og løber ud i Gudenå mellem Grønbæk og Kongensbro. Åen er ca. 10 km lang og har et afvandingsareal på 136 km2. Det øverste stykke fra Hinge Sø    til Holms Mølle hedder Mausing Møllebæk, og lidt øst derfor får den tilløb fra Lemming Å fra syd. Den fortsætter mod øst til Alling Sø, ved hvis sydøstlige ende det tidligere Alling Kloster lå. Videre mod øst passerer åen Alling Bro og gennem Allinggård Sø ved Allinggård, hvorefter den drejer mod nordøst og løber ud i Gudenå ca. 2 km syd for Kongensbro.